# Thủy điện Mường Mươn
Thủy điện Mường Mươn là thủy điện xây dựng trên dòng Nậm Chim tại vùng đất xã Ma Thì Hồ và Na Sang huyện Mường Chà tỉnh Điện Biên, Việt Nam .
Thủy điện Mường Mươn có công suất lắp máy 22 MW với 2 tổ máy, điện lượng hàng năm gần 79 triệu kWh, khởi công tháng 12/2018, dự kiến hoàn thành năm 2022 .
Đập đầu mối trên dòng Nậm Chim xã Ma Thì Hồ kết nối qua hệ thống đường hầm dẫn nước có chiều dài gần 5 km, tới Nhà máy ở suối Nậm Mươn xã Na Sang .

## Nậm Chim
Nậm Chim là phụ lưu bờ trái Nậm Mức, một phụ lưu cấp 1 của sông Đà.
Nậm Chim bắt nguồn từ phía nam Núi Nậm Chim, địa phận xã Phìn Hồ, Nậm Pồ. Núi Nậm Chim cao 1475 m ở phần bắc dãy Si Pa Phìn 21°51′48″B 102°53′2″Đ / 21,86333°B 102,88389°Đ. Từ trung tâm xã Si Pa Phìn dòng Nậm Chim chuyển hướng đông, sau đổi dòng sang hướng nam.
Sang xã Mường Mươn huyện Mường Chà thì Nậm Chim là biên phía tây của xã. Trong đó đoạn cuối từ bản Pú Múa thì nó là đường tự nhiên cho biên giới Việt - Lào, dài cỡ 11 km, cho đến khi hợp lưu với dòng Nậm Ty thành Nậm Mức.